# Sonderhofen

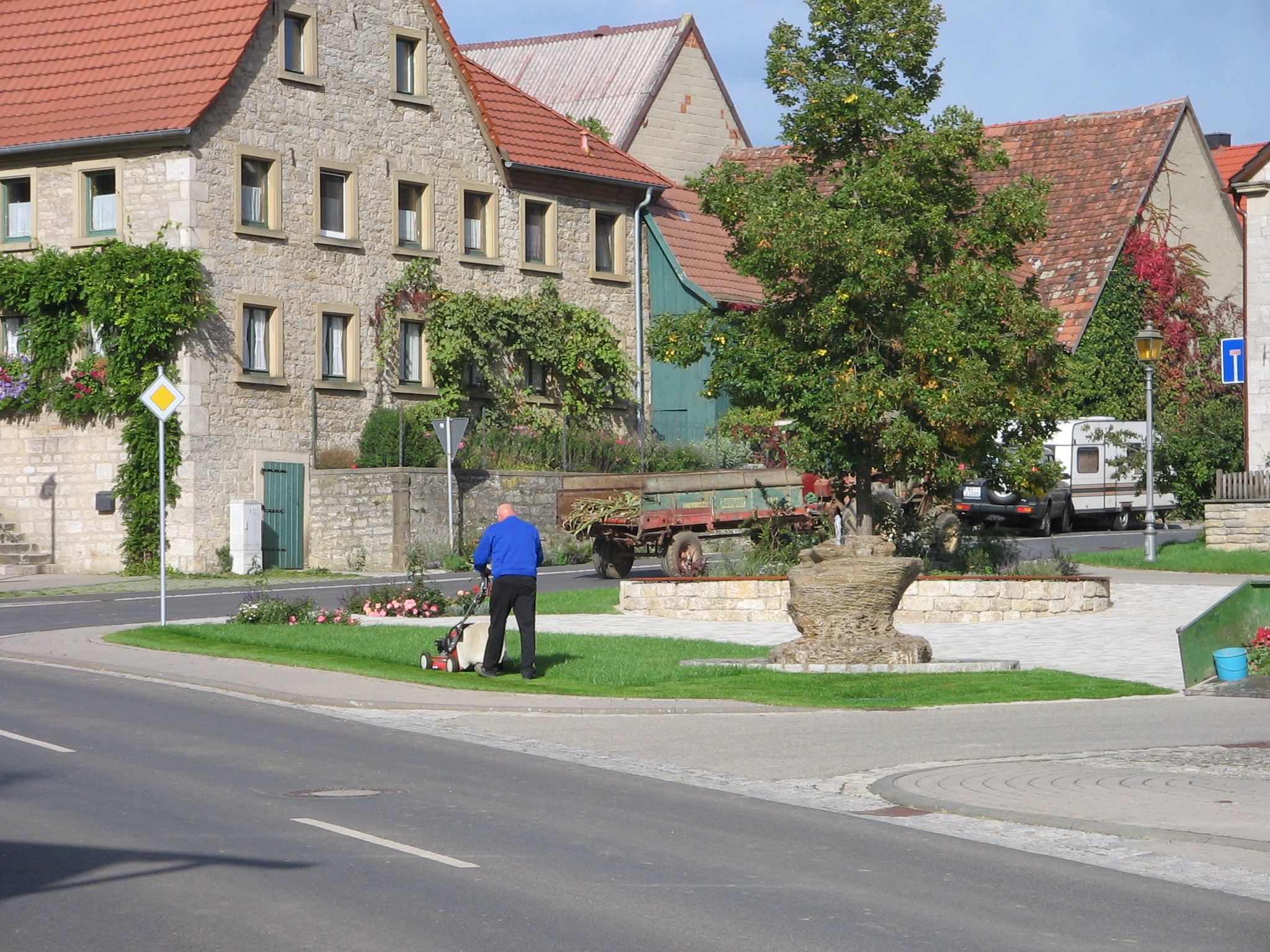
Centrum Sonderhofen

Sonderhofen – miejscowość i gmina w Niemczech, w kraju związkowym Bawaria, w rejencji Dolna Frankonia, w regionie Würzburg, w powiecie Würzburg, wchodzi w skład wspólnoty administracyjnej Aub. Leży około 22 km na południe od Würzburga.

## Dzielnice
W skład gminy wchodzą trzy dzielnice: Bolzhausen, Sonderhofen i Sächsenheim.

## Demografia
| Rok  | Liczba mieszk. |
| ---- | -------------- |
| 1970 | 952            |
| 1987 | 791            |
| 2000 | 842            |
| 2005 | 827            |

## Oświata
(na 1999)

W gminie znajduje się 50 miejsc przedszkolnych (z 41 dziećmi) oraz szkoła podstawowa.